# Deutsche Fußballmeisterschaft der A-Junioren 1968/69
Die deutsche Fußballmeisterschaft der A-Junioren 1969 war die 1. Auflage dieses Wettbewerbes. Meister wurde der VfL Bochum, das im Finale den 1. FC Saarbrücken mit 5:3 besiegte.

## Teilnehmende Mannschaften
An der A-Jugendmeisterschaft nahmen die vier Regionalverbandsmeister sowie der Meister aus Berlin teil.
| Regionalverband Nord           | Regionalverband West    | Regionalverband Südwest       | Regionalverband Süd    | Berlin               |
| ------------------------------ | ----------------------- | ----------------------------- | ---------------------- | -------------------- |
| - Niedersachsen: VfL Wolfsburg | - Westfalen: VfL Bochum | - Saarland: 1. FC Saarbrücken | - Baden: Karlsruher SC | - Berlin: Hertha BSC |

## Qualifikation
| Datum     |               | Ergebnis |            |
| --------- | ------------- | -------- | ---------- |
| Sa 05.07. | Karlsruher SC | 0:3      | Hertha BSC |

## Endturnier inSaarbrücken

### Halbfinale
| Datum     |                   | Ergebnis |               |
| --------- | ----------------- | -------- | ------------- |
| Sa 12.07. | 1. FC Saarbrücken | 5:2      | VfL Wolfsburg |
| Sa 12.07. | VfL Bochum        | 2:0      | Hertha BSC    |

### Spiel um Platz 3
| Datum     |            | Ergebnis |               |
| --------- | ---------- | -------- | ------------- |
| So 13.07. | Hertha BSC | 3:2      | VfL Wolfsburg |

### Finale
| 1. FC Saarbrücken                                           | 1. FC Saarbrücken | VfL Bochum | VfL Bochum |
| ----------------------------------------------------------- | --- | --- | ---------- |
| 1. FC Saarbrücken                                           | \| Sonntag, 13. Juli 1969 in Saarbrücken (Stadion Kieselhumes) \| \| Ergebnis: 3:5 (3:0) \| \| Zuschauer: 5.000 \| \| Schiedsrichter: Kurt Tschenscher (Mannheim) \|                                              | \| Sonntag, 13. Juli 1969 in Saarbrücken (Stadion Kieselhumes) \| \| Ergebnis: 3:5 (3:0) \| \| Zuschauer: 5.000 \| \| Schiedsrichter: Kurt Tschenscher (Mannheim) \|                                                                                                  | VfL Bochum |
| 1. FC Saarbrücken                                           | Roland Görgen (73. Adam) – Franz-Josef Zierhut,Manfred Schneider, Richard Polak, Henner Birke, Adolf Klein, Volker Krämer, (63. Klinkhammer), August Baltes, Hary, Hans Jäckel, Dieter Haacke Cheftrainer: Scholl | Jörg Daniel – Joachim Strehlke (47. Heinz Paschke), Rainer Pommerin – Ottmar Böhmer (60. Manfred Berens), Rainer Mosch , Dieter Halstenberg – Udo Böckmann, Klaus-Peter Kerkemeier, Hans-Jürgen Köper, Hans-Günter Etterich, Peter Kandula Cheftrainer: Dieter Attern | VfL Bochum |
| 1. FC Saarbrücken                                           | 1:0 Hans Jäckel 2:0 Hans Jäckel 3:0 August Baltes | 3:1 Hans-Günther Etterich 3:2 Hans-Günther Etterich 3:3 Udo Böckmann 3:4 Rainer Mosch 3:5 Rainer Pommerin | VfL Bochum |
| 1. FC Saarbrücken                                           | 1 Siegerfoto auf waz.de | | VfL Bochum |
| Sonntag, 13. Juli 1969 in Saarbrücken (Stadion Kieselhumes) | | |            |
| Ergebnis: 3:5 (3:0)                                         | | |            |
| Zuschauer: 5.000                                            | | |            |
| Schiedsrichter: Kurt Tschenscher (Mannheim)                 | | |            |